# De Salamander
De Salamander is een houtzaagmolen in de Nederlandse plaats Leidschendam. De molen is in 1777 gebouwd als vervanger voor een uitgebrande voorganger uit de zeventiende eeuw. Hij is tot 1953 in bedrijf geweest. De draaiende beweging van de molen wordt met behulp van aandrijfriemen naar het zaaggedeelte overgebracht, waar aan de krukas bevestigde luifelaars (soort drijfstangen) de twee zaagramen in beweging zetten. De Salamander heeft een krukas met vier krukken, maar er worden er maar twee van gebruikt. Hieraan zijn de twee zaagramen gekoppeld. Vanaf het einde van de 19e eeuw werd een stoommachine ingezet om ook bij windstilte te kunnen zagen. Deze stoommachine werd gestookt met afvalhout.
Begin jaren tachtig restte van de molen slechts een bouwval. In 1985 werd de Stichting Opbouw Salamander (S.O.S.) opgericht, die ervoor zorgde dat de molen werd gedemonteerd en opgeslagen. In 1989 werd De Salamander op een nieuwe locatie aan de Vliet herbouwd. Oorspronkelijk stond de zaagmolen een stukje van de Vliet af. Sinds 25 oktober 1995 is de molen weer in bedrijf, op vrijwillige basis. Naast de molen bevindt zich het zogenaamde balkengat in het water, waar de boomstammen liggen te wateren voordat ze gezaagd worden.
Tot 2004 had de zaaghal van de molen een bruine kleur, maar door de hoge warmte-absorptie scheurde de verf en daardoor had de molen veel onderhoud nodig. De zaaghal is nu in grijs overgeschilderd, een kleur die in het verleden ook voor De Salamander is gebruikt.
De molen is op woensdagmiddagen en op zaterdagen van 14:00 tot 16:00 te bezichtigen.

## Afbeeldingen

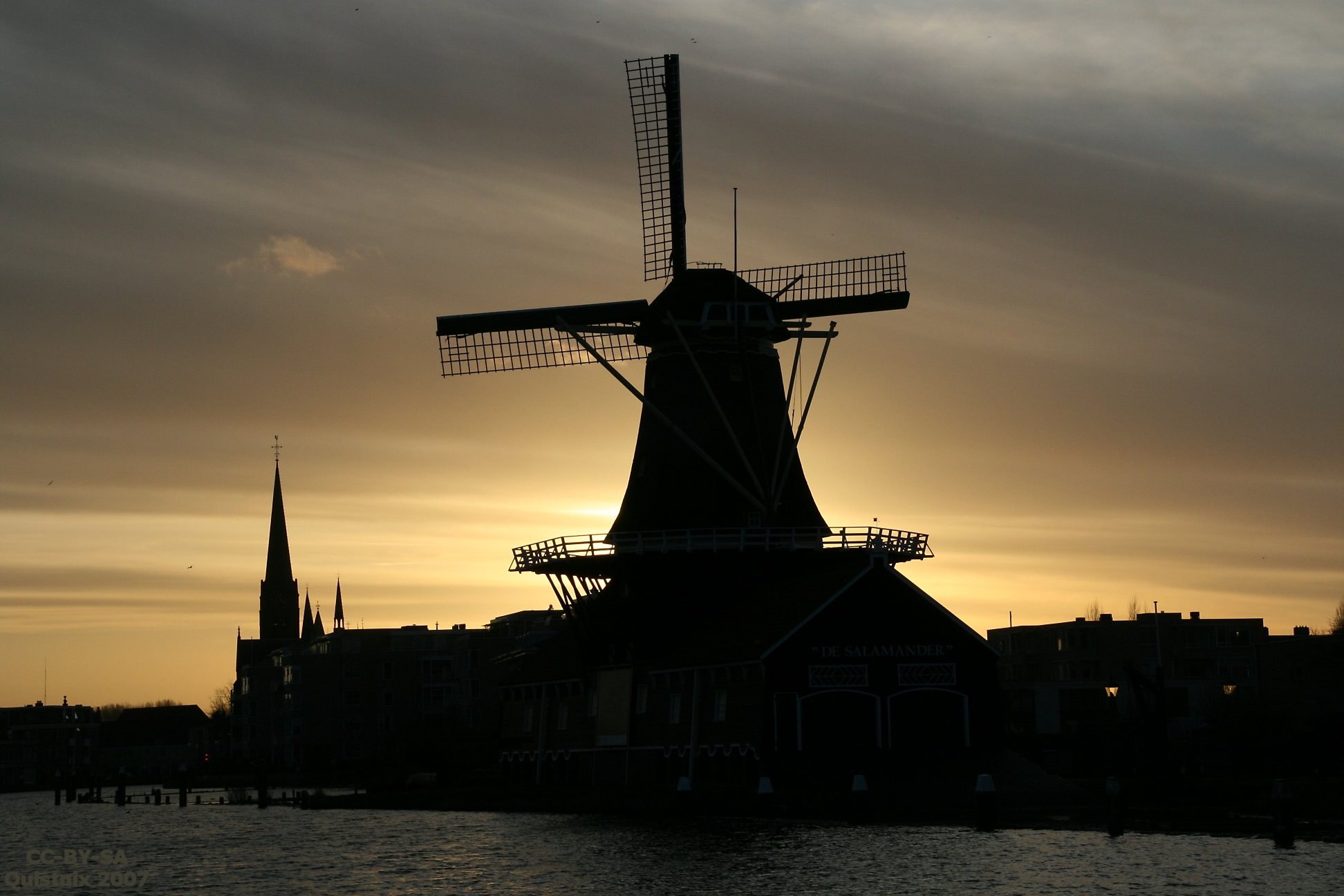
Silhouet van de molen bij avond
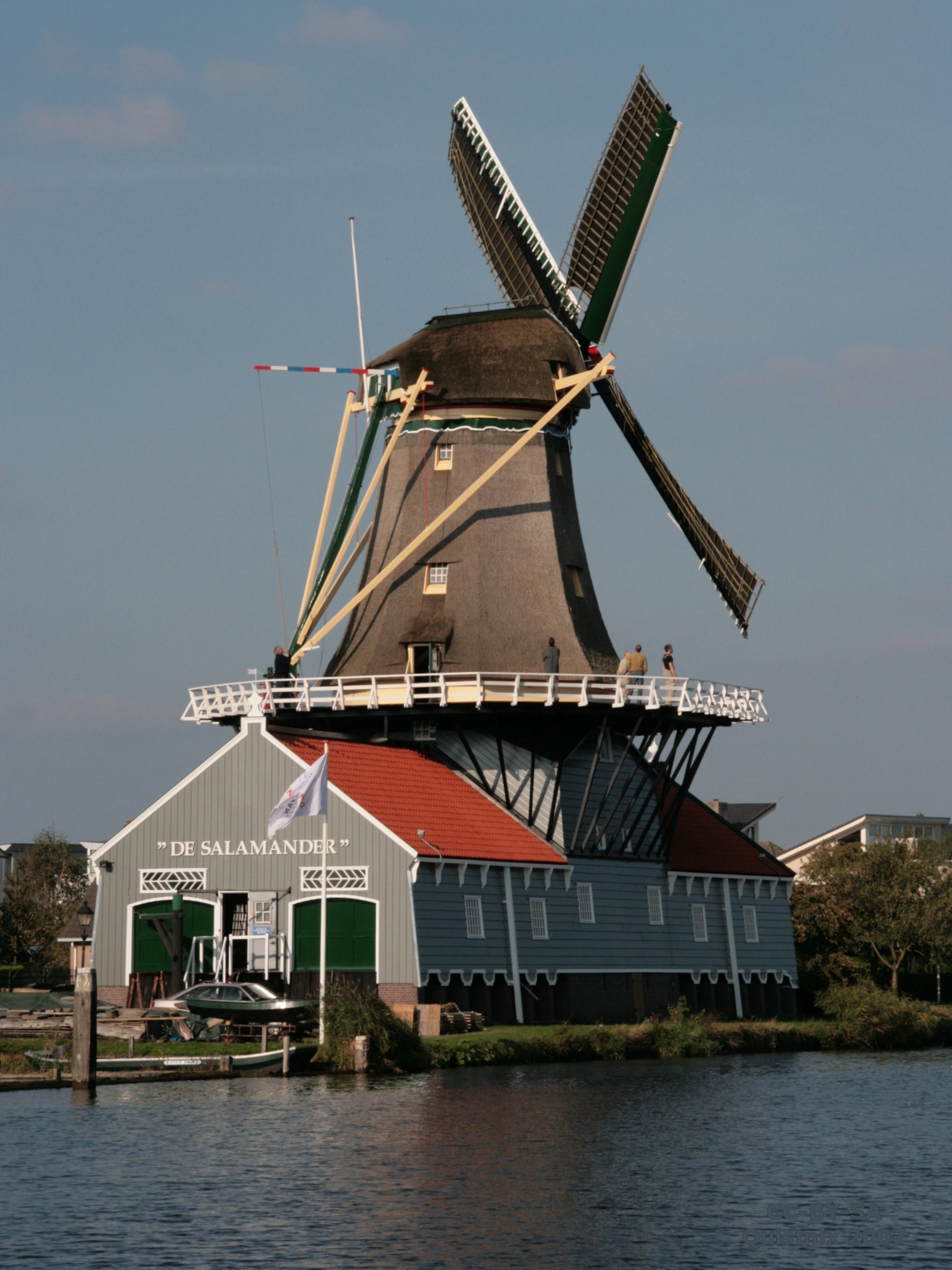
De molen met zeilen
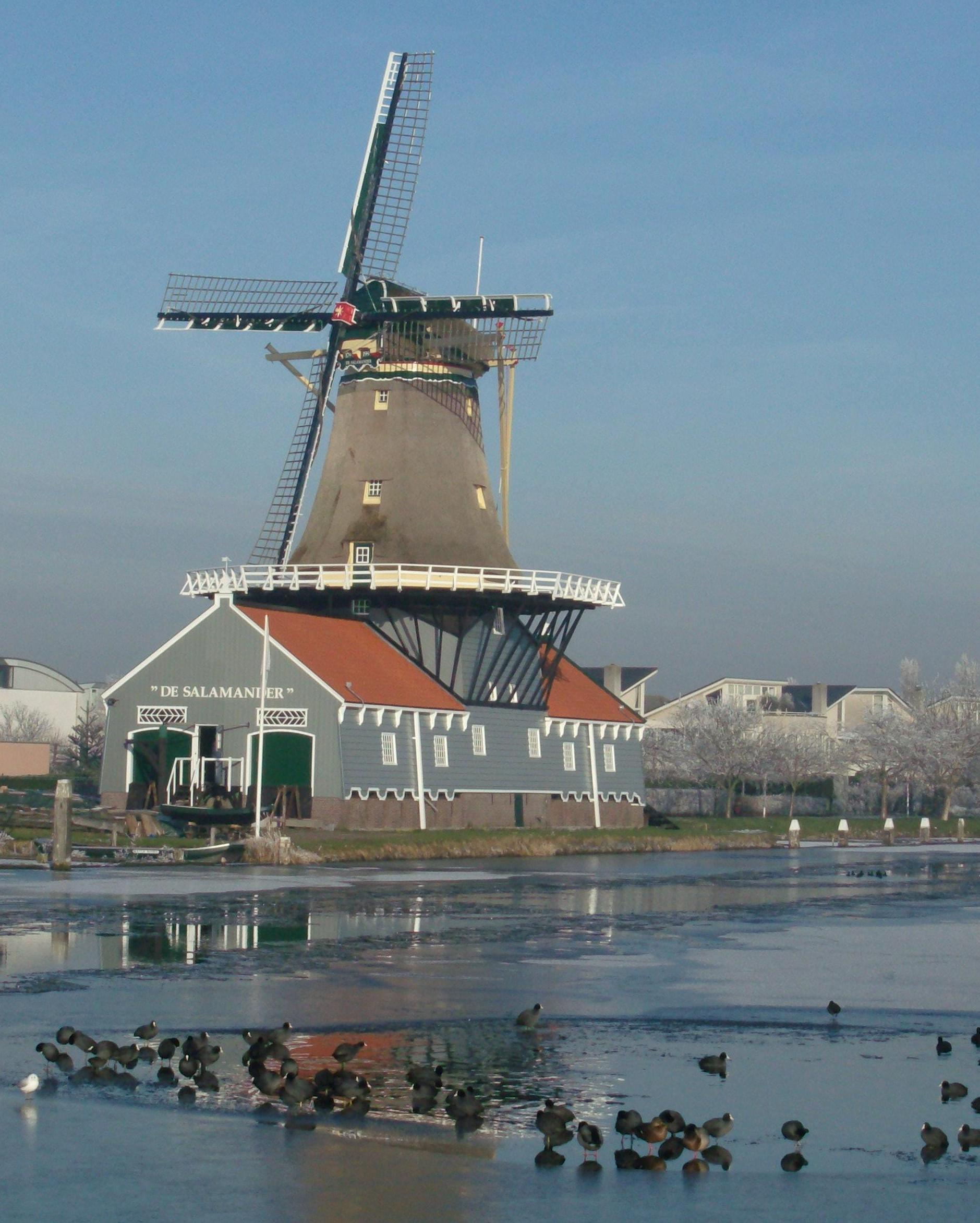
Januari 2008
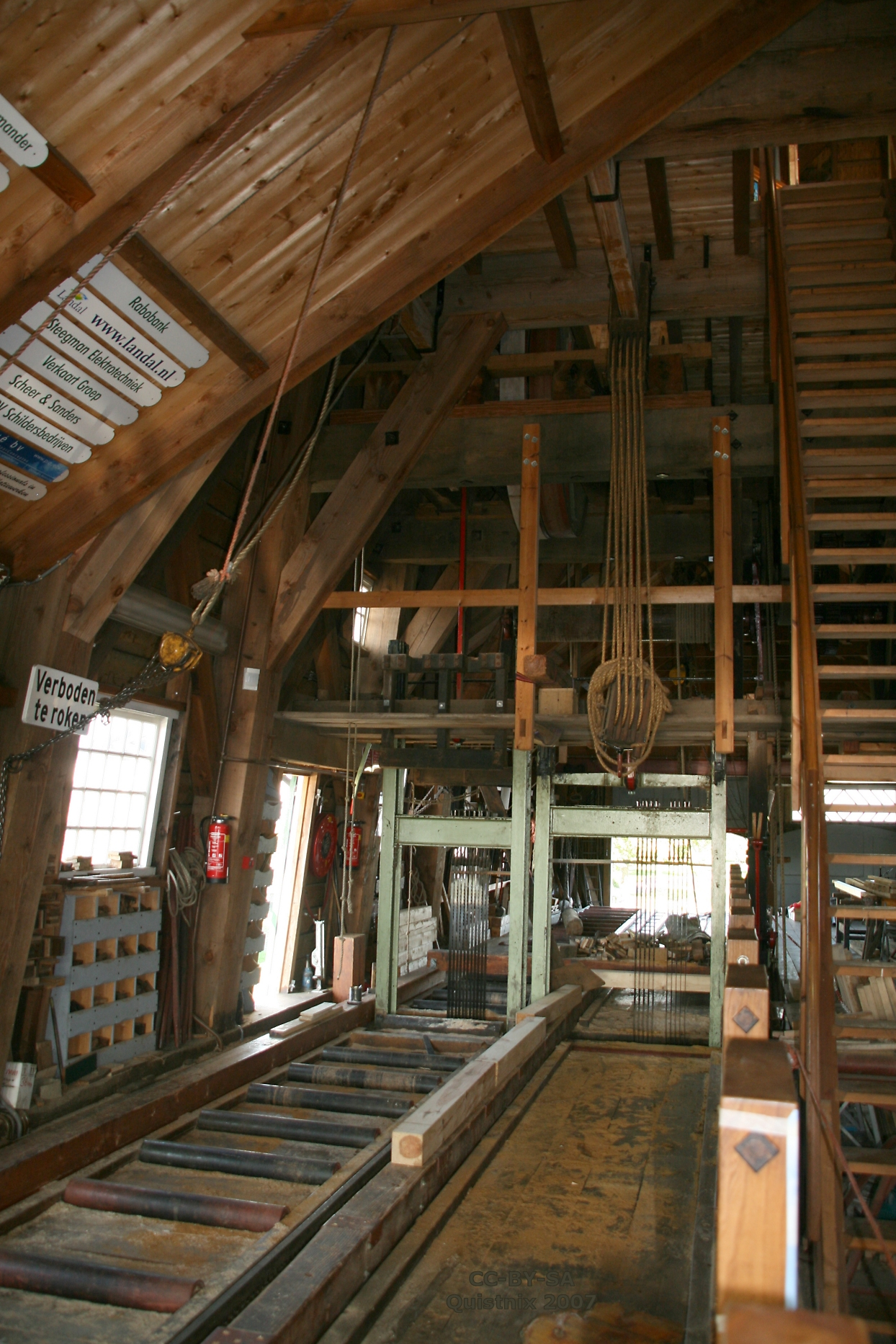
De zaagramen